# Дравска неман
Дравска неман је криптид који наводно живи у ријеци Драви и језеру Јешково.

## Опис дравска немани
Ово биће се описује као 10 метара дуго змијолико биће прекривено са љускама. Ово биће има главу троугластог облика са роговима.

## Хронологија сусрета са овим бићем и виђења
- У току 2005. године се десило неколико виђења овог бића на различитим дјеловима тока ријеке Драве.

## Могуће објашњење овог криптида
Могуће објашњење за наводне сусрете са овим бићем је то да се ради о виђању већи примјерака сомова, штука, јегуља, јесетри и пастрмки који бораве у ријеци, лабудовима, видрама, дабровима и јеленима који пливају, залуталим фокама или ајкулама, одбеглим крокодилима, праисторијским морским гмизавцима или сисарима, али и гране и пањеви који плутају низ ријеку.